# Unterschiedsbinde

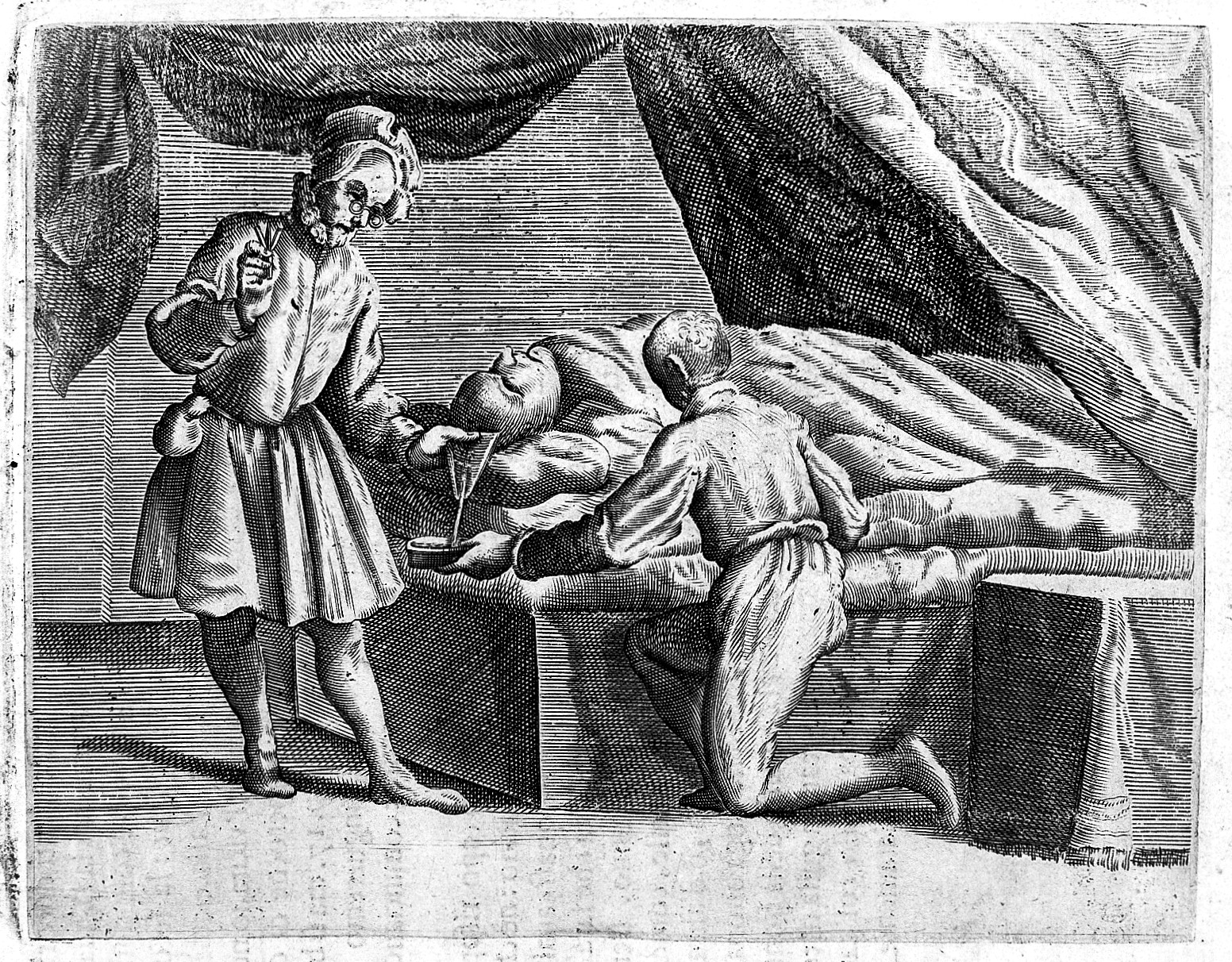
Aderlass am Kopf

Die Unterschiedsbinde (lateinisch Discrimen) ist eine spezielle historische Verbandart, die hauptsächlich beim Aderlass am Kopf (Stirn und Schläfen) angewendet wurde. Neben der Unterschiedsbinde für den Kopf (lateinisch Discrimen capitis) gab es eine weitere Variante, die bei Verletzungen der Nase eingesetzt wurde (lateinisch Discrimen nasi).
Im französischen sowie im englischen Sprachraum war die Unterschiedsbinde unter der lateinischen Bezeichnung Discrimen bekannt.

## Beschreibung

### Discrimen capitis
Die Unterschiedsbinde für den Kopf war in der Regel zwischen vier und sechs Ellen lang und zwei Finger breit. Sie wurde zum einen rings um den Kopf gewickelt, zum anderen von der Stirn über den Kopf in den Nacken gelegt. Dadurch wurde der Kopf optisch in zwei Hälften geteilt („unterschieden“, lateinisch discriminare), was dem Verband seinen Namen gab. Außer beim Aderlass wurde die Unterschiedsbinde auch bei anderen Kopfverletzungen, vor allem an der Stirn oder in der Schädelmitte, verwendet. Zudem wurde der Einsatz der Unterschiedsbinde empfohlen, wenn eine Behandlung der Kopfverletzungen mit Umschlägen oder Wickeln notwendig war, da diese ohne vorheriges Entfernen des Verbandes gewechselt werden konnten.

### Discrimen nasi
Die Unterschiedsbinde für die Nase war länger (etwa sechs bis acht Ellen lang) und schmaler (einen Finger breit) als die Variante für den Kopf. Angelegt wurde sie analog zu dieser. Sie führte vom Nacken über den Kopf bis unter die Nase und der Abschnitt, der um den Kopf gewickelt wurde, verlief dabei unter den Ohren und zwischen Nase und Oberlippe. Auch bei dieser Version wurde der Kopf visuell in zwei Hälften unterteilt.